# Embidopsocus bousemani
Embidopsocus bousemani är en insektsart som beskrevs av Edward L. Mockford 1987. Embidopsocus bousemani ingår i släktet Embidopsocus och familjen boklöss. Inga underarter finns listade i Catalogue of Life.